# 魔王 (クロノ・トリガー)
魔王（まおう、Maoh、英語版ではMagus）は、スクウェアのコンピュータRPG『クロノ・トリガー』に登場する架空の人物。本名はジャキ（英語版ではJanus）。

## プロフィール
- 魔王：年齢不明 178cm 58kg
- 「中世」に存在する絶大な魔力を持つ魔族の王
- 強大な力を持つ魔王軍を率いて世界征服をもくろむ。
- 属性は冥、武器は鎌を使う

## ゲーム中での活躍

### 本編以前の歴史
古代（B.C.12,000）において女王ジールの第二子（長男）ジャキとして生まれる。ジール王国の王子。ラヴォスの力に魅せられて人としての心を失った母を既に別人だと断じて、姉サラと愛猫アルファド以外に対し心を閉ざしている。王家の血筋ながら全く魔力を持たないと言われていたが、実際にはサラすらも超える絶大な魔力を秘めており、心と一緒に自ら封印していただけであった。生まれつき「死」を感じる力があるらしく、ラヴォスの力は「黒い風」として感じているようである。女王ジールがさらなるラヴォスエネルギーを得ようと建設させた海底神殿でラヴォスが暴走し、海底神殿に居たジャキもまた突如現れた時空のゲートに飲み込まれ、中世（A.D.600年以前）に飛ばされ、後の部下ビネガーに拾われた。
成長し、魔王になった彼は人間の平和を脅かし始める。彼の脅威を危惧したガルディア王21世は騎士団長であったサイラスに魔王討伐を命令した。A.D.590において、魔王は伝説の剣グランドリオンを携えたサイラスとその親友グレンを破る。グランドリオンを折り、サイラスを殺害。蛇に睨まれた蛙のようだったグレンをビネガーの進言を受け入れ、呪いでカエルの姿に変えた。
A.D.600、魔王はラヴォス召喚の儀式に入った。ビネガー達には共に人間と戦い魔族の世界を作ろうという夢を語っており、ビネガーらも呼び出されつつあるラヴォスが自分達に利する存在だと考えていたが、魔王の本意は異なる。彼は自分を未知の世界に飛ばし、己の人生を無茶苦茶にしたラヴォスを憎んでおり、ラヴォスを目覚めさせ自らの手で倒し、復讐を果たすことが目的であった。そのため力を持つ事に拘っており、結果的にビネガー達を利用していた。
ラヴォス召喚後の経緯は不明だが、魔族は人間に敗れ、後世のメディーナ村の魔族たちの間では、魔王がラヴォス神を生み出して人間を滅ぼそうとしたと伝えられているため、魔族たちは魔王の石像を祀り、ラヴォス神の復活を願っている。

### 本編
クロノ達が別の時代の力を借りて折れたグランドリオンを復活させる。蘇ったグランドリオンを手にしたカエルとクロノ達は魔王城に乗り込んだ。この時、魔王はラヴォスを呼び起こす儀式中であった。クロノ達との戦いのさなかラヴォスが眠りから覚めてしまい、暴走したラヴォスの力によってクロノ達と共にゲートに飲み込まれてしまう。
クロノ達とは別に古代に飛ばされた魔王は、海底神殿でラヴォスが出現するはずの瞬間に復讐のチャンスを見出す。自分がその瞬間までの出来事を知っていることを利用し、外套で身を覆った予言者としてジールに近づきそばに仕える身分になる。かつて、賢者ボッシュがジールの計画を邪魔しようとしたことを知る魔王は、邪魔されぬようボッシュを嘆きの山に監禁させた。クロノが古代に現れるがこれも追い返し、ゲートを封印した。この時、クロノ一行と遭遇した幼少時のジャキはクロノに「黒い風」による死を予言している。その後、海底神殿にてボッシュに代わりクロノが計画を邪魔しようとしたが、ラヴォスが出現。正体を現した魔王はラヴォスに勝負を挑むが、その圧倒的な力の前に敗れ、クロノも皆を庇ってラヴォスによって消滅させられる。そしてジール王国はラヴォスによって滅びることになる。サラの力によって転送された一行は生きながらえ、北の岬に佇んでいた魔王はクロノを失ったカエル達と会う。
ここで魔王と戦うのも可能で、魔王が死ぬことになり、時間の経過と共に呪いが解けるため、エンディングでカエルは呪いが解けてグレンの姿に戻る。戦いの如何に関わらず、魔王はクロノを復活させる方法を賢者ハッシュが知っていると語る。戦わなければ、去りかけるカエル達を呼びとめ、ラヴォスへの復讐の為彼らと手を組むことを決める。
本来の歴史と違いジャキは海底神殿には行かずボッシュと共に居たが、黒い歪みに吸い込まれそうになりボッシュが助けようとするも中世に流れ着いている。また女王ジールがラヴォスの暴走に巻きこまれることなく力を手にして、海底神殿が上空に浮かぶ黒の夢になったという違いがあらわれた。中世（A.D.600）では、魔王城はラヴォスの暴走で失われたがクロノ達に敗れて逃げていたビネガーが大魔王を名乗り、現代（A.D.1000）の魔族が暮らすメディーナ村でも魔王の石像ではなく大魔王ビネガーの石像が祀られるように歴史が変わっている。魔王が中世のビネガーの館に行くと、ビネガーは魔王が人間と手を組んでいることを魔族への裏切りと非難して戦いになるが、これが後の歴史に影響して、大魔王ビネガーとして活動が無くなり祀られないだけでなく、魔族を裏切った魔王の石像が祀られることもなくなり広場にはなんの像も建っておらず、しかし魔族たちは人間との共存の道を歩むようになっている。
マルチイベントの一つである黒の夢ではパーティ内に魔王がいる状態でジールと戦闘に突入するとイベントが発生し特殊な戦闘になる（戦闘時のＢＧＭも変化。通常は「ボスバトル2」だが「魔王決戦」となる）。ジール打倒後、ラヴォスへの復讐を果たすため、1999年ラヴォスの日に飛び、最後の戦いを迎える。
ラヴォスを倒した後、魔王は古代に戻り、消息不明になっている姉サラを捜し始めた。

## 特徴
巨大な鎌を武器として使用する。鎌を使った攻撃技は無いので通常攻撃のみであるが、最強武器の「絶望の鎌」は仲間が戦闘不能になるたびに攻撃力を増すという特徴を持っており、魔王一人だけが残った状態だととてつもない威力を発揮する。扱う魔法の属性は冥。
ジャキの時は普通の人間の耳だったが、魔王になってからは耳が尖っている。

## その他の魔王
『ラジカル・ドリーマーズ -盗めない宝石-』にメインキャラクターとして登場する仮面の魔導士「ギル」（Gil、英語版ではMagil）は、同作のメインシナリオ「Kid 盗めない宝石編」においては正体が魔王（ジャキ）そのものとなっており（作中では明確に正体を明かしていない）、偽名を名乗り正体を隠している。
ニンテンドーDS版『クロノ・トリガー』の追加シナリオでは、プレイヤー側の時間軸の魔王とは別の存在として、既にクロノ達と共にラヴォスを倒した別時間軸の魔王が登場する。姉サラは絶望からラヴォスの思念と融合した新生命体「夢喰い」になってしまっており、助けようとするも失敗に終わる。このことにより絶望した（別世界の）魔王が自らの存在を消し去ろうとした結果、記憶を喪失。魔王と似て非なる新たなる存在が遺され、忘れてしまった「何か」を探し求めて放浪の旅に出る。
『クロノ・クロス』のシナリオライターの加藤は「クロスでサラとジャキのその後を補完したかった」と述べているが、仲間キャラクターが45人と多くなってしまったため断念したという。その名残がゲーム本編に登場する「ルッカの手紙」に遺されており、ジャキの名前が出ている。

## 備考
- ゲーム中では、魔王の名前が小さい文字で表示される場合、「魔」の文字が（「广＋マ」の略字）で表現される。
- ゲーム中、仲間にできるキャラクターの中で唯一漢字が使われている。名前は基本的にひらがなまたはカタカナしか入力できないため、名前を一度変更すると「つよくてニューゲーム」などの方法以外では元に戻すことはできない。ただしDS版に限り、セレクトボタンで初期設定の名前を入れられるので元に戻すことが可能。
- 魔王を仲間にし、パーティに加えて古代文明時代の残された村の広場にいくと、ジャキの愛猫アルファドが魔王にすりよってくる。この他にも、ジール神殿で預言者として正体を隠していた魔王にアルファドが懐いているような仕草を見せるシーンがいくつかある。
- 彼を連れて、中世にあるビネガーの館を訪れると、ビネガー・マヨネー・ソイソーが彼を見た時の反応が変わる。
- パーティーメンバーの中で唯一ラヴォスに因縁を持ち合わせている。
- 『クロノ・クロス』の開発段階ではサラとジャキのその後の話を描く予定だったが、諸事情により諦められ、実際のゲーム本編で描かれる事はなかった。本編では、ルッカがキッドへ遺した手紙にてジャキの存在を示唆する一節があるが、これは開発初期に書かれたものであり、パーティに必ずしもジャキがいると断言するものではないため、あえてそのまま残されたものである[2]。上述のギルも、作中のクロノポリスにある『ラジカル・ドリーマーズ』を基にした手記の一節に名前が書かれているのみでゲーム中には登場しないが、その面影がどこかに存在するとされる[1]。